# Велика політика (Доктор Хаус)
Велика політика (англ. Office Politics) — шоста серія сьомого сезону американського серіалу «Доктор Хаус». Вперше показана на каналі FOX 8 листопада 2010 року. Хаус лікує помічника сенатора з печінковою недостатністю, а Кадді наймає дівчину в його команду.

## Сюжет
Менеджер кампанії сенатора Нью-Джерсі Джо Дуган потрапляє до лікарні з незрозумілим висипом та печінковою недостатністю.
Кадді тисне на Хауса щоб той додав лікаря жінку в свою команду, але зрештою каже що сама обрала студентку третього курсу медичної школи на ім'я Марта Мастерз. Марта — молоде дарування, вона ще не закінчила медичний університет, але вже встигла отримати ступінь кандидата наук з математики та історії мистецтв.
Команда Хауса передбачає, що пошкодження печінки пацієнта могло бути викликане токсичними речовинами. Тауб і Форман відправляються додому до Джо на пошуки хімікатів. Марта йде з ними, але заходити в будинок відмовляється, тому що вважає, що це неетично. Форман виявляє на кухні пляшку з-під непастеризованого сидру, в якому могла бути кишкова паличка. Повернувшись до лікарні, Марта повідомляє Джо, що вони проникли в його будинок. Але пацієнта це не бентежить, він заявляє, що в медицині так само, як і в політиці, важливий результат. Раптово Джо паралізує.п
Хаус і Марта сперечаються про етичні питання, і Марта говорить, що не збрехала б пацієнтові навіть якби від цього залежало його життя. Після цього Хаус запитує Каді чи не буде вона проти, якщо він звільнить новеньку, та Кадді не дозволяє йому зробити це.
Мастерз підозрює нейроендокринну пухлину, але МРТ цього не підтверджує. Тауб перевіряє кров Джо, аналізи виявляються нормальними, але у нього починаються проблеми з нирками. Команда підозрює васкуліт, який можна лікувати хімієтерапією або стероїдами. Лікування стероїдами безпечніше, але менш ефективне, і Хаус хоче призначити хімієтерапію, але Мастерз вважає, що потрібно дати пацієнту вибір, і вірить, що якщо правильно пояснити йому переваги хімієтерапії, то він обере її. Проте Джо хоче щоб його лікували стероїдами. Хаус Звільняє Мастерз, але Кадді стає на її захист.
Форман, Тауб і Чейз потрапляють до в'язниці за проникнення до будинку Джо, і Хаусу доводиться знову найняти Мастерз.
Дивлячись на виступ сенатора по телевізору, Хаус помічає в нього висип на руці і те що він пітніє. Хаус підозрює в нього гепатит С, і думає, що він мав сексуальні стосунки з Джо і передав йому гепатит. Джо заперечує це, але зізнається що вони разом вживали кокаїн, отже хвороба таки могла передатись йому. Коли пацієнт поступив до лікарні, його тести на гепатит С були негативними, але після плазмофорезу знайти сліди хвороби не можливо. Хаус дає Джо інтерферон, але йому не стає краще. Мастерз зазначає, що німецьке дослідження показало, що 15 % людей з гепатитом С, які були інфіковані гепатитом А вилікувались. Кадді не хоче йти на ризик і лікувати пацієнта непідтвердженим методом, та Мастерз каже, що вона боягузка.
За порадою Формана Хаус бере кров сенатора і перевіряє її під ім'ям Джо, щоб отримати від Кадді дозвіл на ризиковане лікування, не дивлячись на попередження Вілсона, що брехати їй зараз було б не правильно, так як тепер вони разом. Маючи позитивний тест, він хоче переконати Джо погодитись на введення гепатиту А, і просить Мастерз зробити це, говорячи, що якщо вона вмовить пацієнта, він візьме її на роботу. Марта відмовляється брехати Джо і чесно повідомляє йому, що шанси на успіх не перевищують 15 %. Але якщо він відмовиться від зараження гепатитом А, то точно помре. Джо погоджується, і незабаром йому стає краще.
Зрештою, Хаус наймає Мастерз, бо вона підтримала його і наважилась назвати Кадді боягузом. В кінці серії, коли Кадді збирається додому, вона випадково дізнається від медсестри, що Хаус їй збрехав і дуже сильно засмучується.

## Цікавинки
На початку серії Тауб, як здається, має проблеми з Мастерз, і Форман з Чейзом намагаються з'ясувати чому. Згодом вони дізнаються, що Тауб не любить Мастерз, бо проводив з нею співбесіду на вступ в медичну школу Хопкінса протягом години, а вона не пам'ятає його, незважаючи на те, що згадала 20-десяткове місце числа Ейлера. В кінці епізоду Мастерз каже Таубу, що пам'ятає його, і він щось бурмоче їй.